# Gaspare Bernardo Pianetti
Gaspare Bernardo Pianetti (ur. 7 lutego 1780 w Jesi, zm. 30 stycznia 1862 w Rzymie) – włoski duchowny katolicki, kardynał, biskup Viterbo-Tuscanii.

## Życiorys
Pochodził z arystokratycznego rodu. 31 marca 1804 przyjął święcenia kapłańskie. 3 lipca 1826 został wybrany biskupem Viterbo-Tuscanii. Sakrę przyjął 15 sierpnia 1826 z rąk kardynała Leona XII. 4 marca 1861 zrezygnował z kierowania diecezją. 23 grudnia 1839 Grzegorz XVI kreował go kardynałem in pectore. Nominacja została ogłoszona 14 grudnia 1840. 17 grudnia 1840 otrzymał tytuł kardynała prezbitera San Sisto. Wziął udział w konklawe wybierających Piusa IX. W latach 1861–1862 był Kamerlingiem Świętego Kolegium Kardynałów.